# واوریل
واوریل (به فرانسوی: Vauréal) یک کمون در فرانسه است که در Canton of l'Hautil واقع شده‌است.

## خصوصیات
واوریل ۳٫۴۶ کیلومترمربع مساحت و ۱۵٬۹۶۲ نفر جمعیت دارد.